# La Gresle
La Gresle település Franciaországban, Loire megyében. Lakosainak száma 849 fő (2022. január 1.). La Gresle Sevelinges, Thizy-les-Bourgs, Coutouvre, Jarnosse, Montagny és Cours községekkel határos.

## Népesség
A település népességének változása:
| Lakosok száma | 704  | 683  | 728  | 830  | 817  | 834  | 842  | 861  | 867  | 849  |
|               | 1968 | 1982 | 1990 | 2006 | 2013 | 2015 | 2017 | 2019 | 2020 | 2022 |